# Gary Botha
Gary van Ginkel Botha (Pretoria, 12 ottobre 1981) è un ex rugbista a 15 e allenatore di rugby a 15 sudafricano, già attivo come tallonatore e campione del mondo nel 2007 con gli Springbok.

## Biografia
Dopo la stagione d'esordio come professionista negli Sharks, Gary Botha fu ingaggiato dai Bulls, franchise di Pretoria, sua città natale.
Con la squadra in Super Rugby conquistò il titolo nel 2007, mentre con la selezione provinciale dei Blue Bulls si aggiudicò la Currie Cup nel 2003, 2004 e 2006.
L'esordio negli Springbok avvenne durante il Tri Nations 2005 contro l'Australia, anche se dovette attendere il suo ottavo test match, nel Tri Nations 2007, per partire nel XV titolare.
Fu presente alla Coppa del Mondo di rugby 2007 in Francia, che il Sudafrica vinse, con una presenza, la sua più recente in Nazionale, nella fase a gironi contro Tonga.
Alla fine della Coppa del Mondo si trasferì in Inghilterra agli Harlequins, club per il quale aveva firmato un contratto triennale nel luglio precedente.
All'inizio del terzo anno di contratto, per motivi familiari chiese di essere liberato dal club inglese e di poter tornare in Sudafrica.
Tornato nel suo Paese ha ripreso a giocare nei Bulls con cui si è aggiudicato il Super 14 2010; al rientro nel Super Rugby ha anche coinciso la rinnovata speranza per il giocatore di poter tornare a essere selezionato per la Nazionale.
A seguito della mancata convocazione per la Coppa del Mondo di rugby 2011 Botha è tornato in Europa, ingaggiato dal Tolosa.
Botha vanta anche un invito nei Barbarians, nel 2004, per l'incontro di fine tour contro la Nuova Zelanda.

## Palmarès
- Coppe del mondo: 1
Sudafrica: 2007
- Super Rugby: 2
Bulls: 2007, 2010
- Currie Cup: 5
Blue Bulls: 2003, 2004, 2006